# Mello Moraes
Alexandre José de Mello Moraes (Maceió, 23 de julho de 1816 — Rio de Janeiro, 5 de setembro de 1882) foi um médico e historiador brasileiro. 
Filho de Alexandre José de Mello. Pai do escritor Alexandre José de Melo Morais Filho (1844 - 1919), destacou-se como divulgador da homeopatia, nomeadamente nas então províncias da Bahia e de Alagoas.

## Obras
- Biographia do Senador Diogo Antonio Feijó / escripta pelo Mello Moraes (A. J. de) (Rio de Janeiro : J. J. Do Patrocinio, 1861)
- Chronica geral do Brazil, pelo dr. Mello Moraes (A.J. de) systematisada e com uma introducção por Mello Moraes filao... (Rio de Janeiro, B.L. Garnier, 1886)
- Diccionario de medicina e therapeutica homoeopathica... (Rio de Janeiro, Typographia nacional, 1872)
- Historia do Brasil-reino e Brasil-imperio comprehendo: A historia circumstanciada dos ministerios, pela ordem chronologica dos gabinetes ministeriaes, seus programmas, revoluções politicas que se derão, e cores com que apparecerão, desde a dia 10 março de 1808 até 1871 ... Pelo Dr. Mello Moraes (A. J. de) (Rio de Janeiro, Typ. de Pinheiro & c., 1871-73)
- História do Brasil-Reino e Brasil-Império. Tomo 1 e Tomo 2. Belo Horizonte: Editora Itatiaia; São Paulo: Editora da Universidade de São Paulo, 1982.